# Eutanasie
     Eutanasia activă legală
     Eutanasia pasivă legală (refuzul tratamentelor / retragerea suportului vital)
     Eutanasia activă ilegală, eutanasia pasivă nereglementată
     Orice formă de eutanasie este ilegală

Starea eutanasiei în lume:
Eutanasia activă legală
Eutanasia pasivă legală (refuzul tratamentelor / retragerea suportului vital)
Eutanasia activă ilegală, eutanasia pasivă nereglementată
Orice formă de eutanasie este ilegală

Eutanasia (din greacă εὐθανασία, unde εὖ, eu înseamnă "bine", iar  θάνατος, thanatos "moarte") este o metodă de provocare de către medic a unei morți precoce “nedureroase” unui bolnav incurabil, pentru a-i curma o suferință îndelungată și grea. În țările în care aceasta este permisă, se aplică eutanasierea atunci când pacientul suferă de dureri intense, boala sa se află într-o fază terminală, își dă consimțământul și alege de bunăvoie acest mod de renunțare la viață.

## În Lituania
În august 2014, ministrul sănătății, Rimantė Šalaševičiūtė, a declarat că eutanasierea ar putea fi necesară pentru oamenii care sunt bolnavi și nu au acces la îngrijiri paliative.